# كوتياس
بلدية كوتياس (بالإسبانية: Cotillas) هي بلدية تقع في مقاطعة البسيط التابعة لمنطقة كاستيا لا مانتشا وسط إسبانيا.

## الديموغرافيا
بلغ عدد سكان بلدية كوتياس 161 نسمة عام 2011 (وفقاً للمعهد الوطني الإسباني للإحصاء).
| 235 | 216 | 182 | 176 | 171 | 161 | 161 |